# Bazemont
Ne doit pas être confondu avec Bauzemont.
Bazemont est une commune française située dans le département des Yvelines (Arrondissement de Saint-Germain-en-Laye) en région Île-de-France. Elle se trouve à 18 km au sud-est de la ville de Mantes-la-Jolie.

## Géographie

### Situation
La commune de Bazemont s'étend sur les sommets du coteau dominant le versant est de la vallée de la Mauldre. La partie la plus importante du village est regroupée autour de l’église au lieu-dit le Village.
Une importante étendue boisée se trouvant sur la partie est du territoire communal fait partie de la forêt des Alluets.

### Hydrographie
- La Rouase y prend sa source.

### Communes limitrophes
| Aubergenville      | Flins-sur-Seine | Bouafle Ecquevilly |
| Aulnay-sur-Mauldre | Bazemont        | Les Alluets-le-Roi |
| Maule              |                 | Herbeville         |

### Transports et voies de communications

#### Réseau routier
Le village proprement dit est traversé par des routes communales. La route départementale D 45 traverse le hameau de Beulle, reliant Les Alluets-le-Roi à Maule.

#### Bus
La commune est desservie par les lignes 14 et 41 du réseau de bus Centre et Sud Yvelines.

### Climat
Pour des articles plus généraux, voir Climat de l'Île-de-France et Climat des Yvelines.
En 2010, le climat de la commune est de type climat océanique dégradé des plaines du Centre et du Nord, selon une étude du CNRS s'appuyant sur une série de données couvrant la période 1971-2000. En 2020, Météo-France publie une typologie des climats de la France métropolitaine dans laquelle la commune est exposée à un climat océanique et est dans la région climatique Sud-ouest du bassin Parisien, caractérisée par une faible pluviométrie, notamment au printemps (120 à 150 mm) et un hiver froid (3,5 °C).
Pour la période 1971-2000, la température annuelle moyenne est de 10,9 °C, avec une amplitude thermique annuelle de 14,3 °C. Le cumul annuel moyen de précipitations est de 703 mm, avec 9,7 jours de précipitations en janvier et 7,8 jours en juillet. Pour la période 1991-2020, la température moyenne annuelle observée sur la station météorologique la plus proche, située sur la commune de Maule à 2 km à vol d'oiseau, est de 11,8 °C et le cumul annuel moyen de précipitations est de 677,0 mm,. Pour l'avenir, les paramètres climatiques de la commune estimés pour 2050 selon différents scénarios d'émission de gaz à effet de serre sont consultables sur un site dédié publié par Météo-France en novembre 2022.
| Mois                                  | jan.             | fév.           | mars         | avril         | mai           | juin           | jui.         | août           | sep.            | oct.            | nov.           | déc.           | année      |
| ------------------------------------- | ---------------- | -------------- | ------------ | ------------- | ------------- | -------------- | ------------ | -------------- | --------------- | --------------- | -------------- | -------------- | ---------- |
| Température minimale moyenne (°C)     | 1,7              | 1,3            | 3,1          | 4,9           | 8,5           | 11,6           | 13,4         | 13,1           | 10,1            | 7,7             | 4,4            | 2,1            | 6,8        |
| Température moyenne (°C)              | 4,7              | 5,1            | 8            | 10,8          | 14,4          | 17,7           | 19,8         | 19,5           | 16,1            | 12,2            | 7,8            | 5,1            | 11,8       |
| Température maximale moyenne (°C)     | 7,7              | 8,9            | 12,9         | 16,7          | 20,4          | 23,7           | 26,2         | 26             | 22              | 16,8            | 11,3           | 8              | 16,7       |
| Record de froid (°C) date du record   | −17,2 17.01.1985 | −14,5 07.02.12 | −12 13.03.13 | −5,4 06.04.21 | −2 03.05.1967 | 0,5 05.06.1991 | 5 11.07.1990 | 3,5 28.08.1974 | 0 30.09.18      | −5,2 30.10.1985 | −10 24.11.1998 | −15 31.12.1970 | −17,2 1985 |
| Record de chaleur (°C) date du record | 16 01.01.22      | 21 27.02.19    | 27 31.03.21  | 30 21.04.18   | 33 27.05.05   | 38 27.06.11    | 43 25.07.19  | 41 10.08.03    | 37,5 03.09.1973 | 30,5 01.10.11   | 22,5 01.11.14  | 17 07.12.00    | 43 2019    |
| Précipitations (mm)                   | 57,3             | 49,6           | 50,9         | 46,5          | 65,4          | 56             | 53           | 52,8           | 46              | 65,3            | 61,3           | 72,9           | 677        |

## Urbanisme

### Typologie
Au 1er janvier 2024, Bazemont est catégorisée ceinture urbaine, selon la nouvelle grille communale de densité à sept niveaux définie par l'Insee en 2022.
Elle appartient à l'unité urbaine d'Épône, une agglomération intra-départementale regroupant sept  communes, dont elle est une commune de la banlieue,,. Par ailleurs la commune fait partie de l'aire d'attraction de Paris, dont elle est une commune de la couronne,. Cette aire regroupe 1 929 communes,.

### Occupation des solssimplifiée
Le territoire de la commune se compose en 2017 de 80,43 % d'espaces agricoles, forestiers et naturels, 8,21 % d'espaces ouverts artificialisés et 11,36 % d'espaces construits artificialisés.

### Hameaux de Bazemont
la Malmaison, les Gardées, les Grands Jardins, la Pie ainsi que le hameau de la Sainte-Colombe, partagé avec la commune d'Aubergenville, et Beulle, hameau dont la majeure partie est sur la commune de Maule.

### Lieux dits de Bazemont
- les Chênes
- Sainte Colombe et bois de Sainte Colomb
- la Mare Plate
- Chapelle du Roncé
- Carrefour de la vallée
- Route à Mayeul
- le château de Bisouter
- Beulle
- Carrefour de la Cockejoie
- l’orme Philippien (abords de Maule)
- la vallée Boule
- la Malmaison
- la Rouase
- la Vallée Rogère
- le Déluge
- le Poirier à Cheval
- les Petites Aunes
- les Vingt Arpents
- les Grands Jardins
- la Pie

## Toponymie
Le village est attesté sous les formes médiévales latinisées Bosomons (sans date), Basi Mons (XIIe siècle) ou encore Basemont en 1351.
Ce nom est une formation romane d'époque mérovingienne ou carolingienne caractéristique du nord de la France. En effet, le nom du propriétaire précède l'appellatif suivant un mode de composition influencé par le germanique.
Le premier élément est sans doute le nom de personne germanique Baso également identifié par Albert Dauzat et Charles Rostaing dans les toponymes du type Bazainville, Bazancourt, Bazencourt, Montbazon et dans les patronymes Bazon et Bason. Il a pu se confondre avec un autre anthroponyme germanique, Boso, que l'on retrouve dans les toponymes du type Bouzonville, Bézancourt et les patronymes Boson et Bozon.
Le second élément est l'appellatif roman mont « colline, mont » issu du latin mons  « mont, montagne ».
Bazemont signifie « la colline de Baso », sans doute un propriétaire foncier.

## Histoire
Dès le Xe siècle, des moines dépendant du prieuré de Maule défrichent une partie de la forêt des Alluets et s’installent à Sainte-Colombe. Cette seigneurie est acquise le 15 décembre 1564 par le chevalier Charles d'O, déjà seigneur de Bazemont et d'Herbeville depuis 1531.
Le sous-sol est riche en calcaire, en meulière, en argiles et en marnes. Ces matériaux sont extraits du sous-sol jusqu'au XIXe siècle. Le calcaire et la meulière sont utilisés comme matériaux de construction, les argiles sont la matière première pour la fabrication de briques et les marnes sont extraites pour amender les sols utilisés par l'agriculture. Selon Anjoran, instituteur de Bazemont dans les années 1900, une rumeur plausible et encore persistante aujourd'hui tend à affirmer que les tours de la cathédrale Notre-Dame de Chartres ont été construites avec des pierres provenant des carrières de Bazemont. Mais cette rumeur ne repose sur rien, et à la vue de la piètre qualité de la pierre on ne peut guère l'imaginer qu'utilisée en meulière.
Les anciennes carrières sont transformées en champignonnières au XIXe siècle. Leurs galeries courent sous une partie du territoire communal.
De 1786 à 1836, Louis Pierre Parat de Chalandray, dernier seigneur du village, puis maire pendant quelques décennies, entreprend de profondes modifications qui touchent tous les monuments (château et église) et fait construire une ferme, des communs dans la cour du château, un abreuvoir lavoir et une salle de spectacle (La Comédie).
Après l'exploitation des arbres fruitiers et la culture maraîchère alimentant les marchés avoisinants, l'activité agricole de Bazemont concerne principalement la culture céréalière. Des centres équestres se sont par ailleurs créés sur la commune. Bazemont ne dispose d’aucun commerce de proximité depuis 1991, mais accueille un petit théâtre depuis 1978.

## Politique et administration

### Liste des maires
| Période                                  | Période       | Identité             | Étiquette      | Qualité     |
| ---------------------------------------- | ------------- | -------------------- | -------------- | ----------- |
| Les données manquantes sont à compléter. |               |                      |                |             |
| ?                                        | ?             | Raymond François     |                | Agriculteur |
| 1989                                     | mars 2008     | Maurice Hubert       |                | Menuisier   |
| mars 2008                                | décembre 2010 | Gérard Allavoine     |                |             |
| mars 2011                                | En cours      | Jean-Bernard Hetzel, | Sans étiquette |             |

### Instances administratives et judiciaires
La commune de Bazemont appartient au canton d'Aubergenville. Elle est également rattachée à la communauté de communes Gally-Mauldre.
Sur le plan électoral, la commune est rattachée à la neuvième circonscription des Yvelines, circonscription à dominante rurale du nord-ouest des Yvelines.
Sur le plan judiciaire, Bazemont fait partie du ressort du Tribunal judiciaire ainsi que de tribunal de commerce de Versailles,.

### Tendances politiques et résultats
| Scrutin             | Scrutin             | 1er tour | 1er tour  | 1er tour | 1er tour | 1er tour  | 1er tour | 1er tour | 1er tour  | 1er tour | 1er tour | 1er tour | 1er tour | 2d tour | 2d tour | 2d tour | 2d tour | 2d tour | 2d tour |
| Scrutin             | Scrutin             | 1er      | 1er       | %        | 2e       | 2e        | %        | 3e       | 3e        | %        | 4e       | 4e       | %        | 1er     | 1er     | %       | 2e      | 2e      | %       |
| ------------------- | ------------------- | -------- | --------- | -------- | -------- | --------- | -------- | -------- | --------- | -------- | -------- | -------- | -------- | ------- | ------- | ------- | ------- | ------- | ------- |
| Présidentielle 2017 | Présidentielle 2017 |          | LR        | 33,52    |          | EM        | 28,94    |          | FN        | 14,23    |          | LFI      | 10,12    |         | EM      | 73,72   |         | FN      | 26,28   |
| Présidentielle 2022 | Présidentielle 2022 |          | LREM      | 36,94    |          | RN        | 17,47    |          | LFI       | 12,35    |          | REC      | 11,49    |         | LREM    | 66,87   |         | RN      | 33,13   |
| Législatives 2022   | 9e                  |          | MoDem-Ens | 35,19    |          | RN        | 17,26    |          | LFI-Nupes | 14,54    |          | REC      | 11,14    |         | MoDem   | 65,37   |         | RN      | 34,63   |
| Législatives 2024   | 9e                  |          | RN        | 34,76    |          | MoDem-Ens | 31,34    |          | PS-NFP    | 19,09    |          | LR       | 9,69     |         | RN      | 50,27   |         | PS      | 49,73   |

## Population et société

### Démographie

#### Évolution démographique
L'évolution du nombre d'habitants est connue à travers les recensements de la population effectués dans la commune depuis 1793. Pour les communes de moins de 10 000 habitants, une enquête de recensement portant sur toute la population est réalisée tous les cinq ans, les populations de référence des années intermédiaires étant quant à elles estimées par interpolation ou extrapolation. Pour la commune, le premier recensement exhaustif entrant dans le cadre du nouveau dispositif a été réalisé en 2005.

En 2022, la commune comptait 1 712 habitants, en évolution de +9,74 % par rapport à 2016 (Yvelines : +2,72 %, France hors Mayotte : +2,11 %).
| 1793 | 1800 | 1806 | 1821 | 1831 | 1836 | 1841 | 1846 | 1851 |
| ---- | ---- | ---- | ---- | ---- | ---- | ---- | ---- | ---- |
| 400  | 337  | 362  | 399  | 423  | 415  | 441  | 410  | 377  |

| 1856 | 1861 | 1866 | 1872 | 1876 | 1881 | 1886 | 1891 | 1896 |
| ---- | ---- | ---- | ---- | ---- | ---- | ---- | ---- | ---- |
| 393  | 412  | 415  | 389  | 403  | 420  | 403  | 415  | 435  |

| 1901 | 1906 | 1911 | 1921 | 1926 | 1931 | 1936 | 1946 | 1954 |
| ---- | ---- | ---- | ---- | ---- | ---- | ---- | ---- | ---- |
| 460  | 452  | 442  | 427  | 462  | 473  | 427  | 390  | 392  |

| 1962 | 1968 | 1975 | 1982  | 1990  | 1999  | 2005  | 2006  | 2010  |
| ---- | ---- | ---- | ----- | ----- | ----- | ----- | ----- | ----- |
| 443  | 590  | 945  | 1 185 | 1 468 | 1 526 | 1 539 | 1 536 | 1 521 |

| 2015  | 2020  | 2022  | - | - | - | - | - | - |
| ----- | ----- | ----- | - | - | - | - | - | - |
| 1 546 | 1 682 | 1 712 | - | - | - | - | - | - |

#### Pyramide des âges
En 2018, le taux de personnes d'un âge inférieur à 30 ans s'élève à 31,7 %, soit en dessous de la moyenne départementale (38,0 %). À l'inverse, le taux de personnes d'âge supérieur à 60 ans est de 26,0 % la même année, alors qu'il est de 21,7 % au niveau départemental.
En 2018, la commune comptait 816 hommes pour 799 femmes, soit un taux de 50,53 % d'hommes, légèrement supérieur au taux départemental (48,68 %).
Les pyramides des âges de la commune et du département s'établissent comme suit.
| Hommes | Classe d’âge | Femmes |
| ------ | ------------ | ------ |
| 0,2    | 90 ou +      | 0,7    |
| 7,1    | 75-89 ans    | 7,2    |
| 16,9   | 60-74 ans    | 20,0   |
| 24,2   | 45-59 ans    | 22,7   |
| 18,2   | 30-44 ans    | 19,4   |
| 11,8   | 15-29 ans    | 11,5   |
| 21,5   | 0-14 ans     | 18,5   |

| Hommes | Classe d’âge | Femmes |
| ------ | ------------ | ------ |
| 0,6    | 90 ou +      | 1,4    |
| 6      | 75-89 ans    | 7,8    |
| 13,5   | 60-74 ans    | 14,8   |
| 20,7   | 45-59 ans    | 20,1   |
| 19,6   | 30-44 ans    | 19,9   |
| 18,5   | 15-29 ans    | 16,8   |
| 21,2   | 0-14 ans     | 19,2   |

### Vie culturelle
- Le Théâtre du Gothique : troupe amateur montant un spectacle annuel depuis 1978.
- F.R.J.E.P. Le Gothique : une association loi de 1901 organisant de nombreux événements culturels.
- La municipalité publie un bulletin d'information intitulé Au fil de la Rouase, du nom d'un ruisseau arrosant la commune.

## Économie
- Agriculture céréalière.
- Commune résidentielle.

## Culture locale et patrimoine

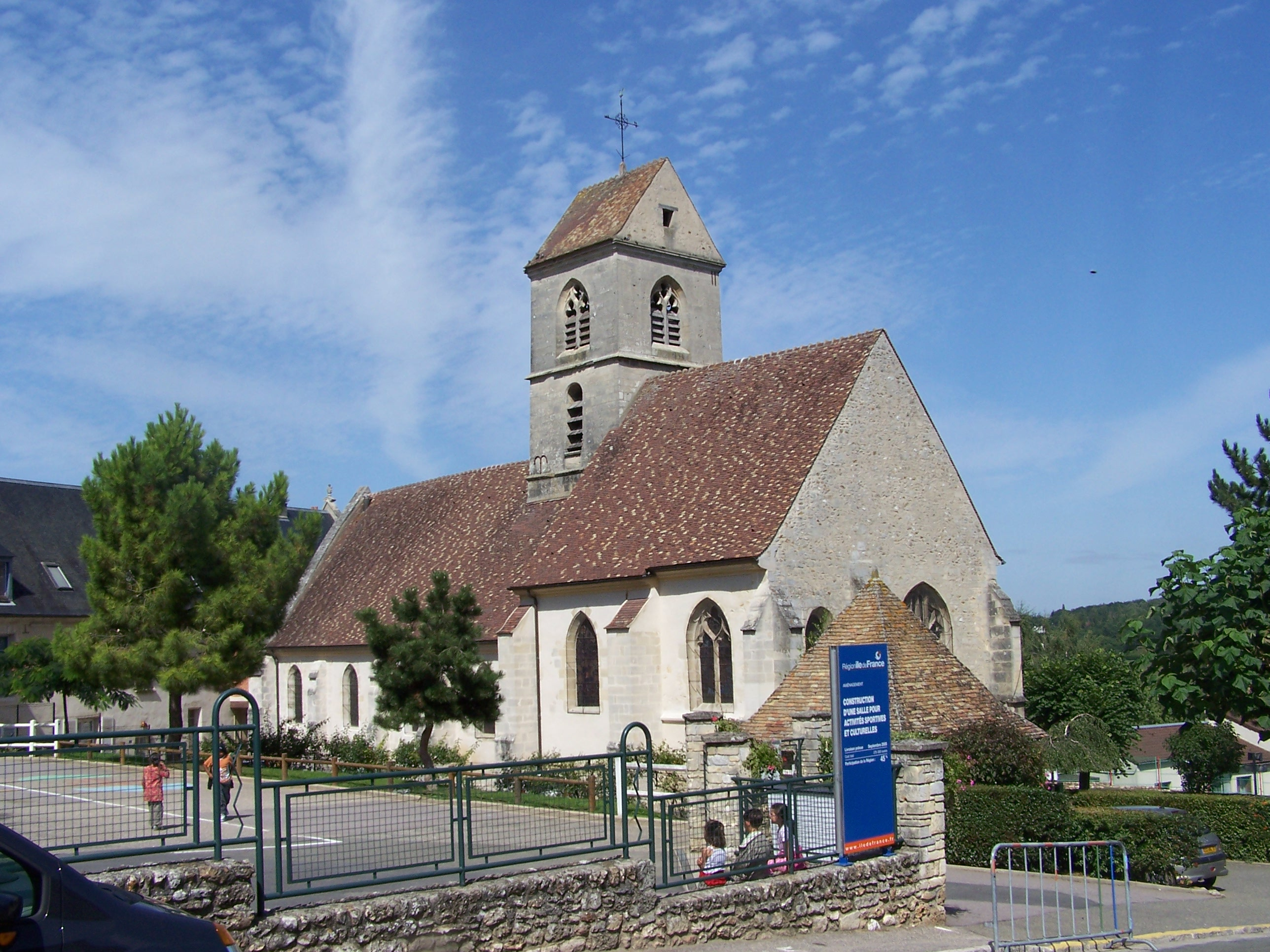
Église Saint-Illiers.

### Lieux et monuments
- Église Saint-Illiers : église du XIIe siècle faite en pierre meulière. Cet édifice est directement relié au château depuis 1786  par une galerie aérienne à colombage aménagée par le dernier seigneur du village, Louis Pierre Parat de Chalandray.
- Château : construit au XVIe siècle, de style Renaissance, par le marquis Charles d'O et profondément remanié au cours du temps. Celui-ci a été acquis en 1893 par la municipalité afin d'y installer la mairie, l'agence postale ainsi que des écoles.
- Lavoir abreuvoir : au pied de la Comédie avec un bassin rectangulaire, creusé en 1789 à la demande de Louis Pierre Parat de Chalandray.
- La ferme de Bazemont : mitoyenne avec la cour du château, édifiée en 1787 également par Louis Pierre Parat de Chalandray.
- La Comédie : salle de spectacles et de fêtes bâtie en 1804 à la demande de Louis Pierre Parat de Chalandray. De forme rectangulaire, bâtie de pierre et de moellon, au toit de tuiles, son entrée se fait par une porte au fronton triangulaire surmonté d'un oculus. L'intérieur possède un plafond en poutres et une cheminée en bois. Le fond de la cheminée est orné d'une plaque en fonte décorée d'un bas-relief représentant un blason d'hermine, soutenu par une licorne et une femme, et entouré du collier de Saint-Jacques. Accolé au mur, un poêle du XIXe siècle en céramique blanche supporte une plaque de marbre. Un escalier en bois permet l'accès au comble.
- Mairie : installée en 1893 dans une aile de l'ancien château du XVIe siècle
- Le Gothique : ancienne salle des gardes des seigneurs devenue une salle des fêtes. Cette pièce souterraine est notable pour ses nombreuses voutes d'architecture gothique. En 1966 la salle a été aménagée par de jeunes Bazemontais afin de créer l'association "Foyer Rural des Jeunes et d'Éducation Populaire le Gothique" existant toujours aujourd'hui et appelée plus communément "Le Gothique".

### Galerie de photos

Photographies actuelles
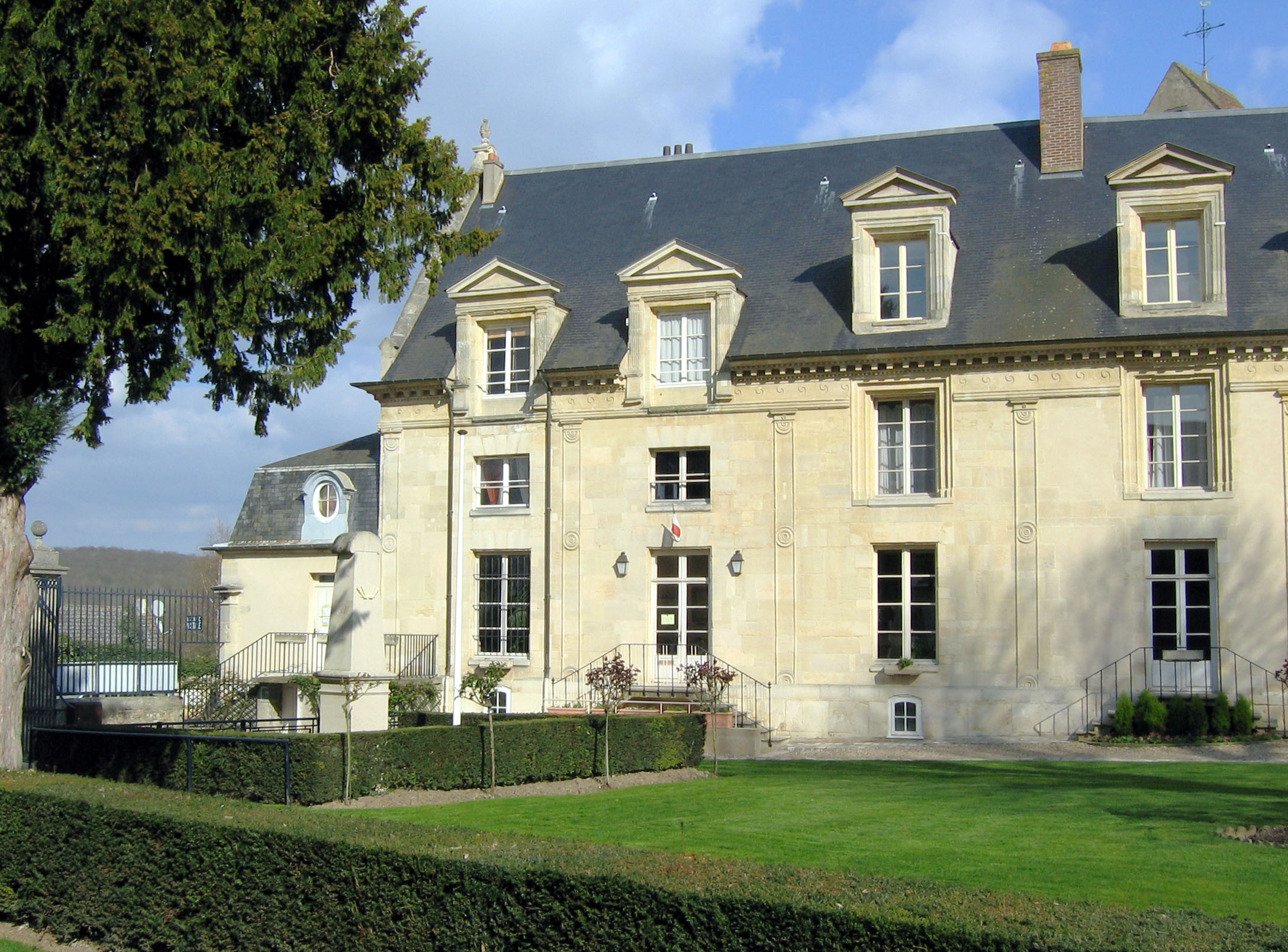
L'aile du château accueillant la mairie du village.
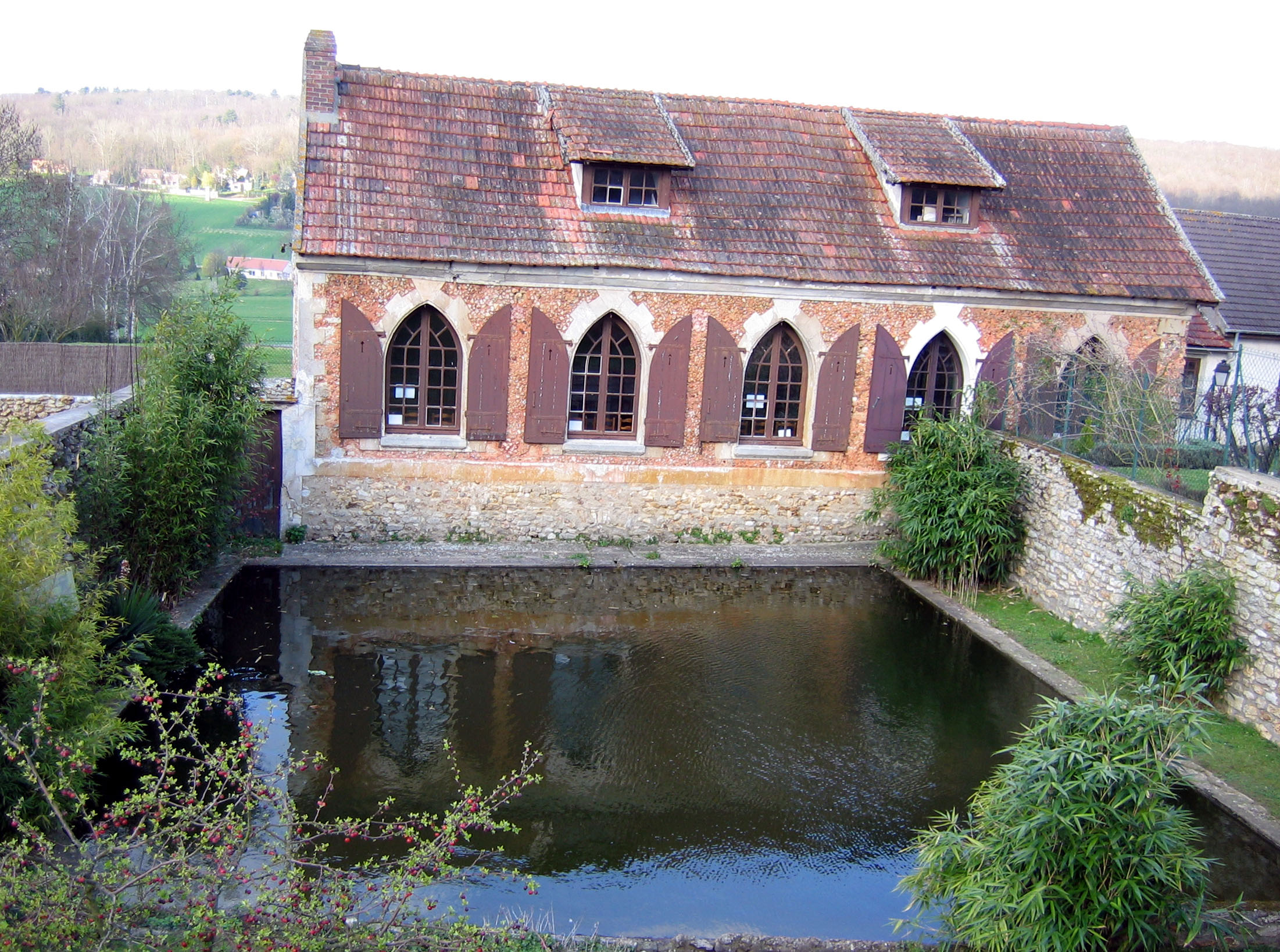
Le lavoir et la Comédie.
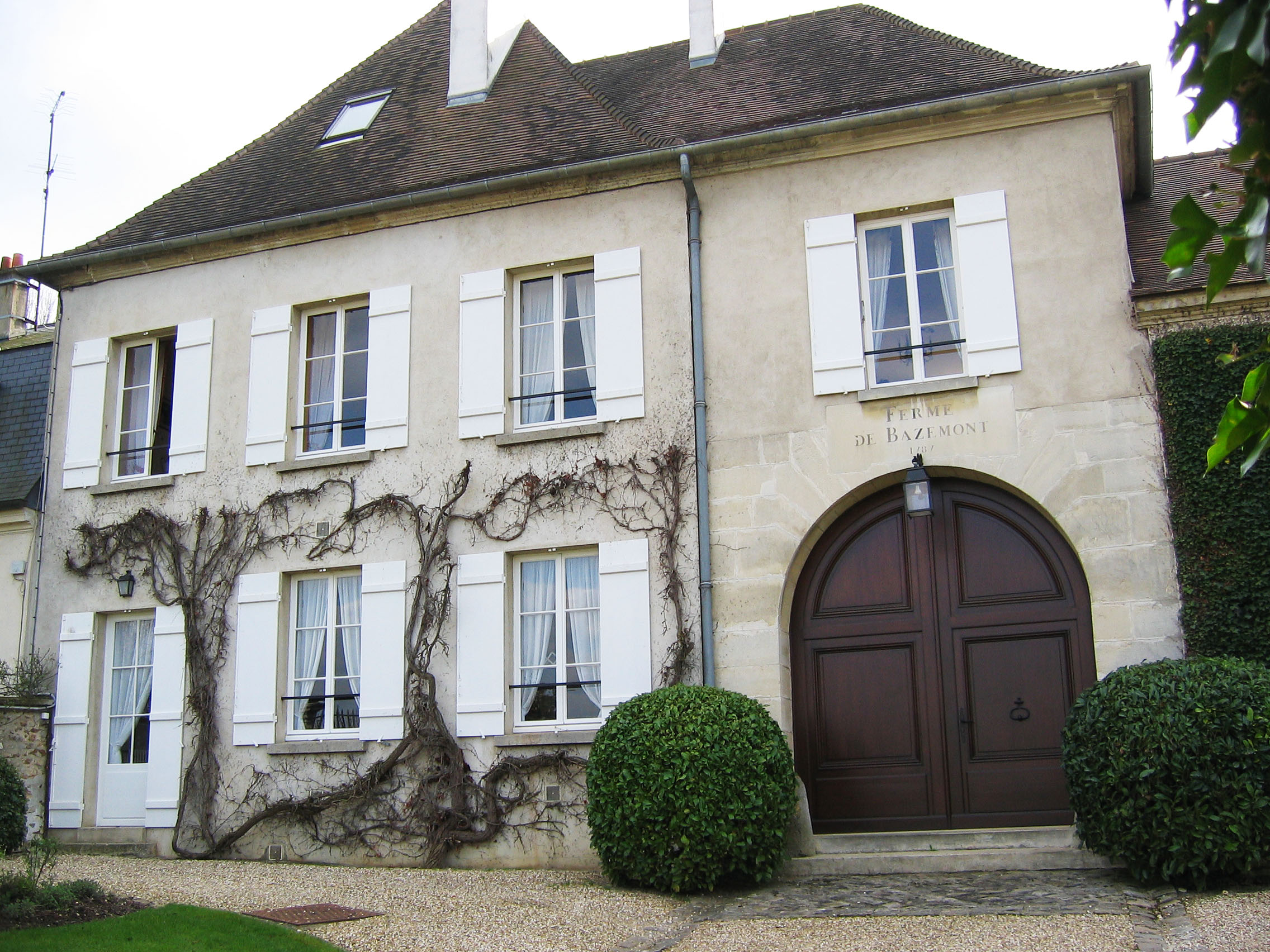
La Ferme.

Photographies anciennes
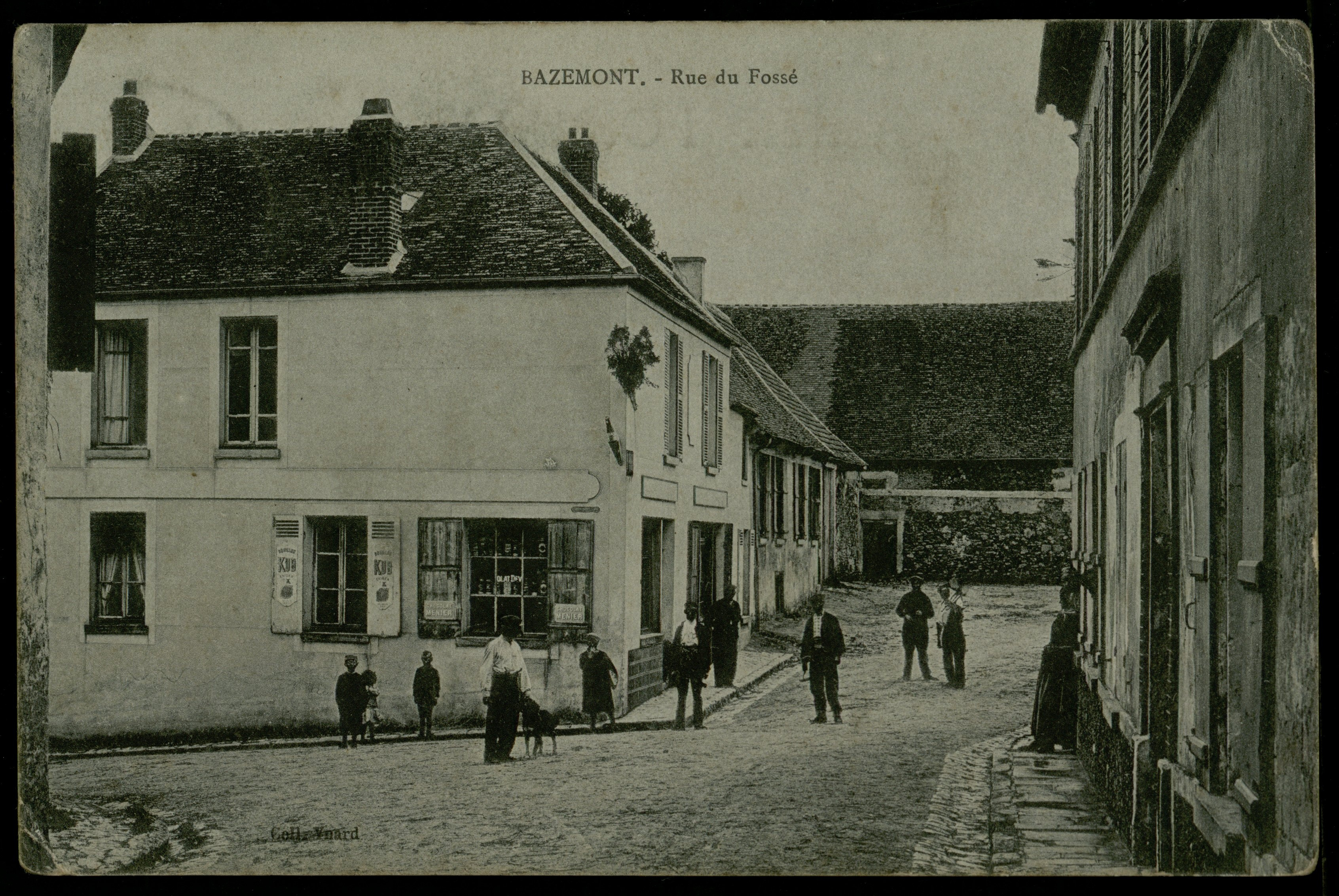
L'ancienne rue du Fossé.
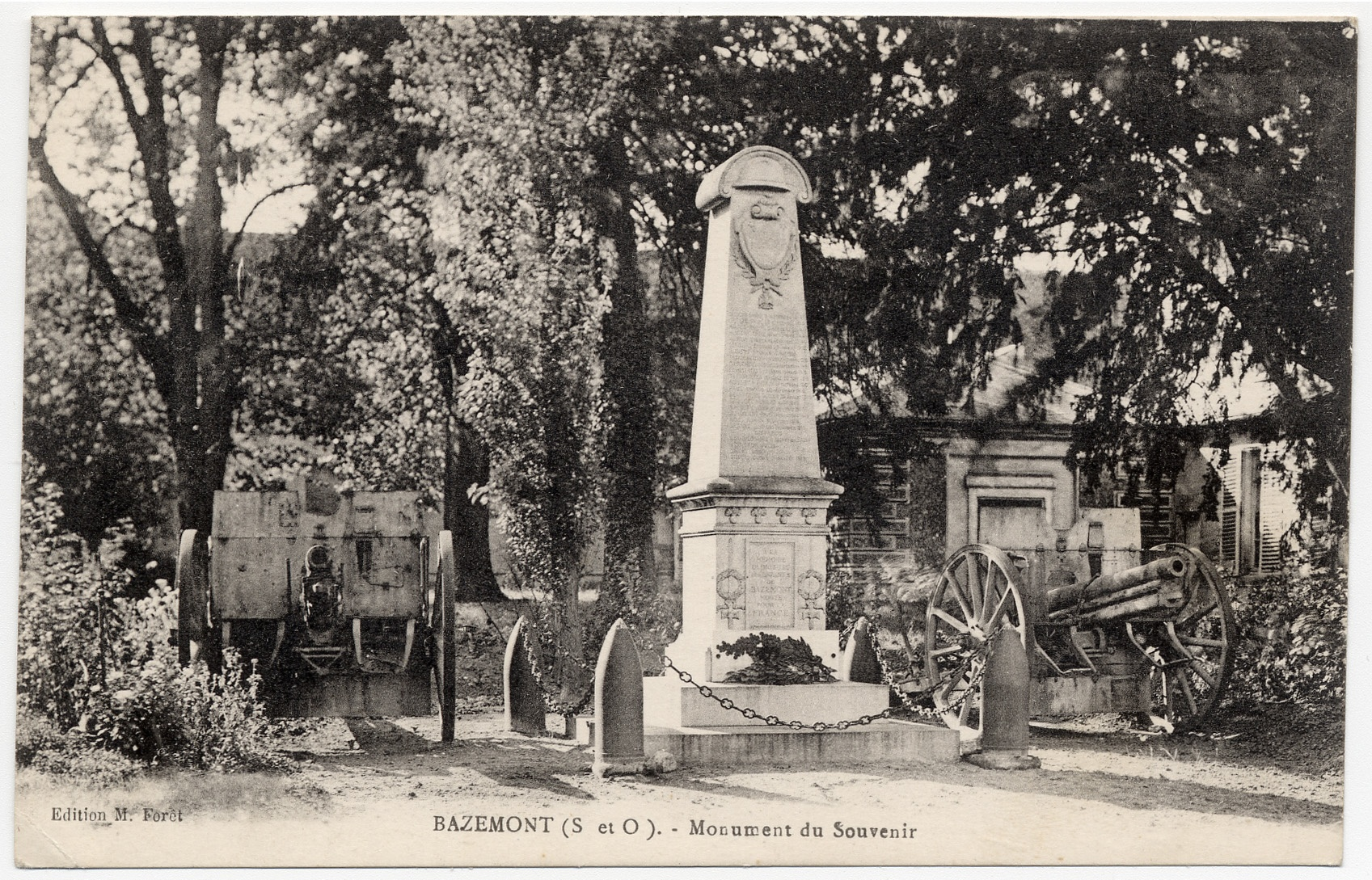
Le monument aux morts.
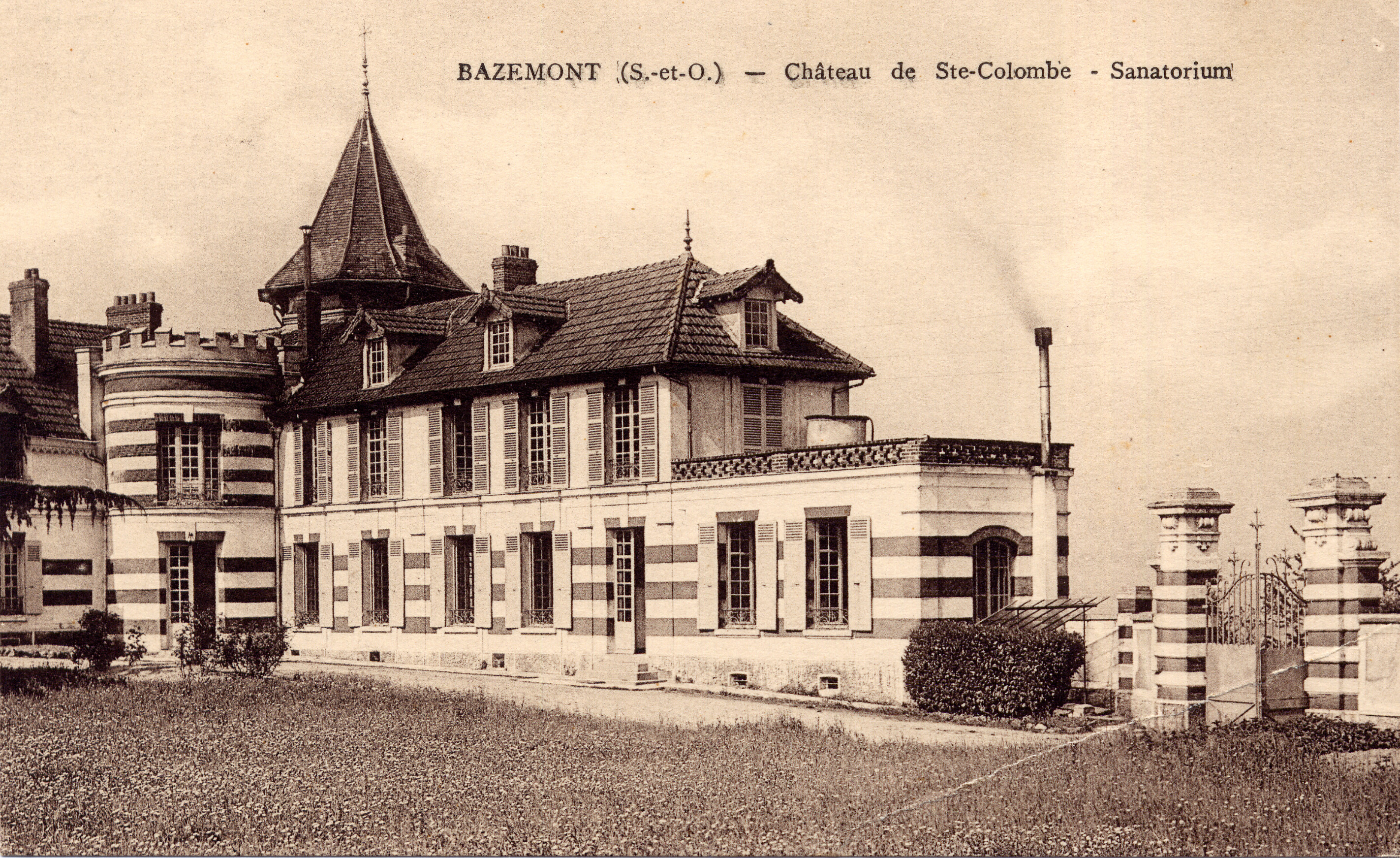
Le château de Sainte-Colombe construit par madame Delattre servant de sanatorium dans les années 1920.
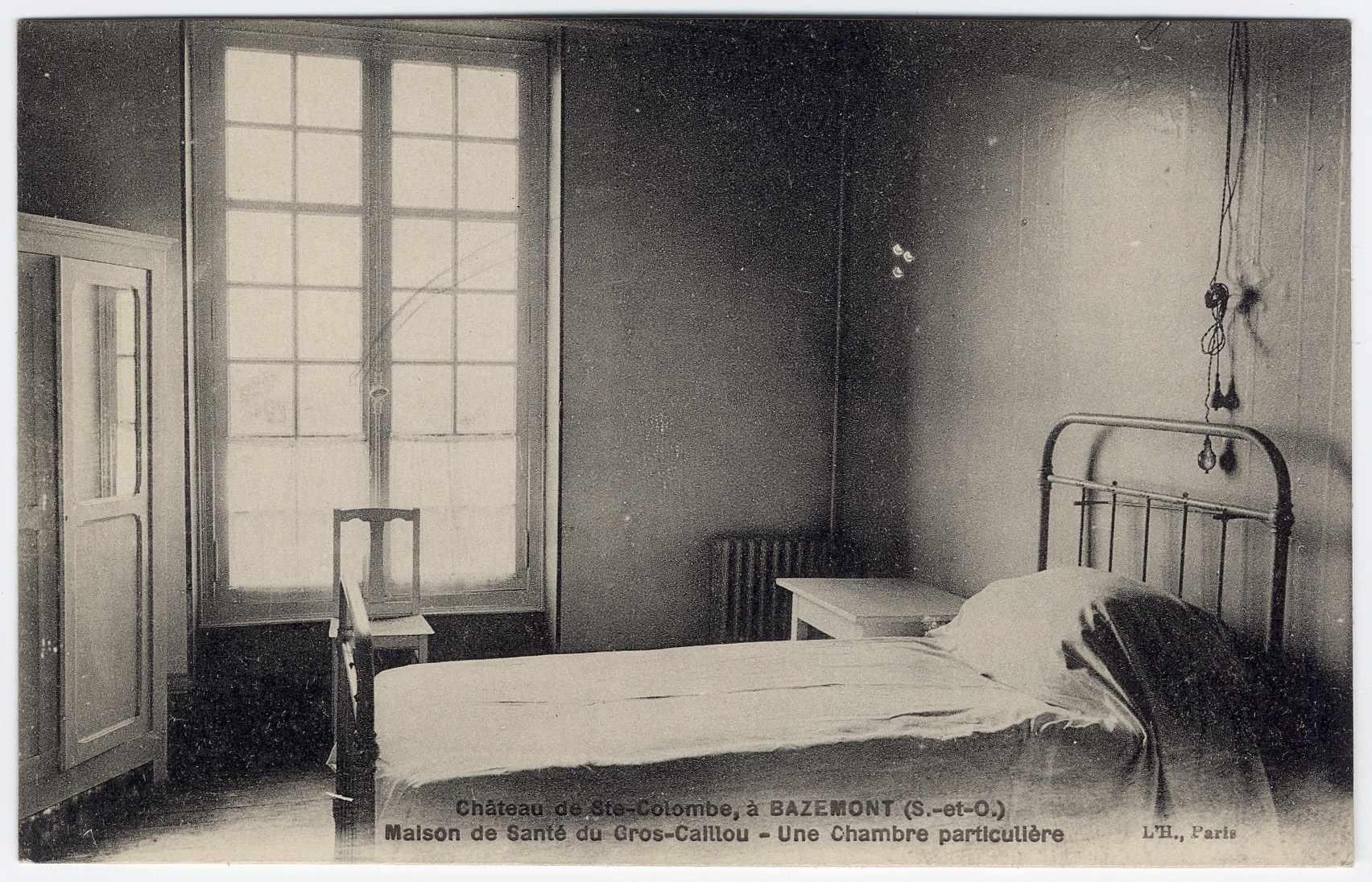
Chambre de la maison de santé du Gros-Caillou (sanatorium) située au château de Sainte-Colombe construit par Mme Delattre.
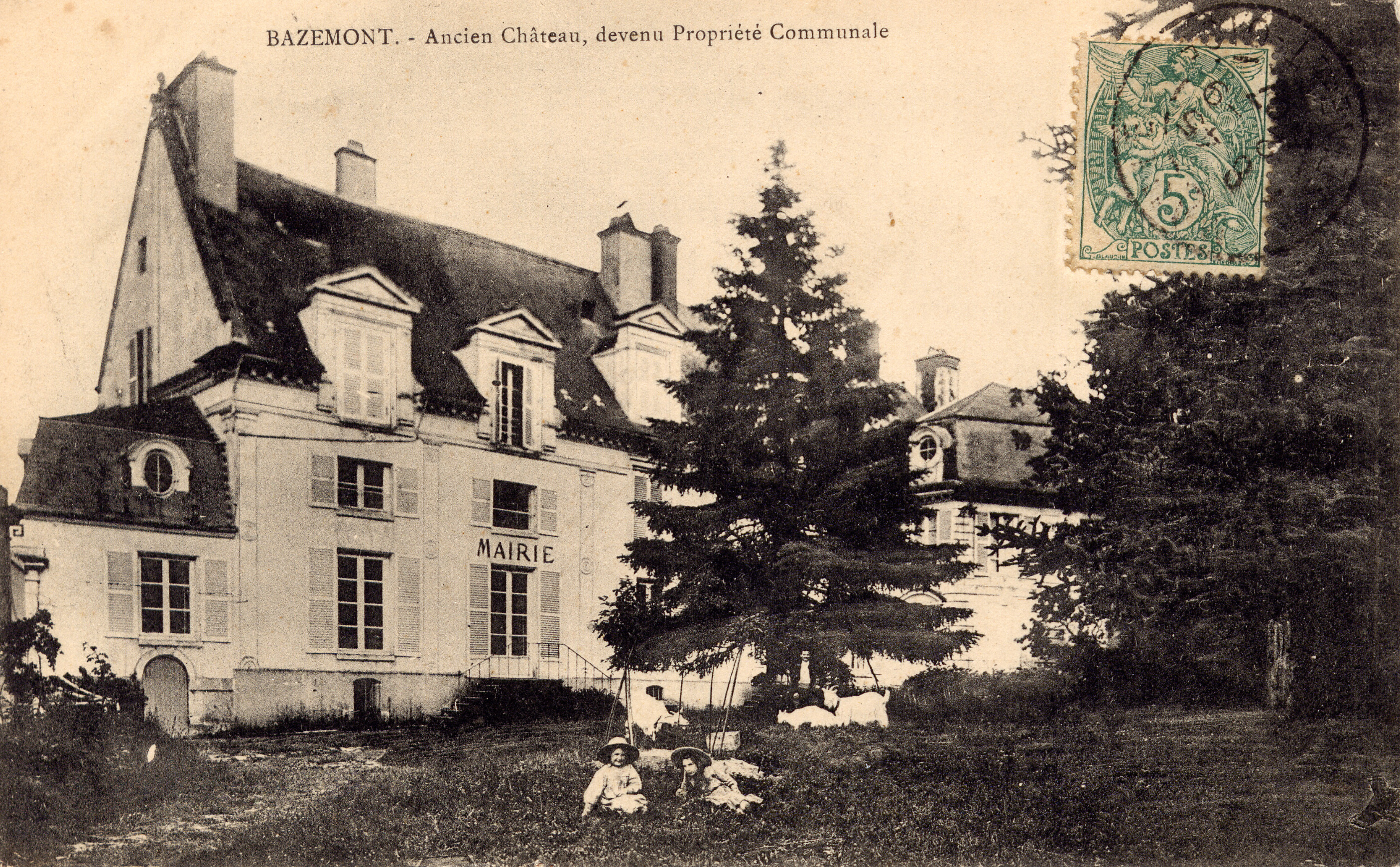
Le château - la mairie.
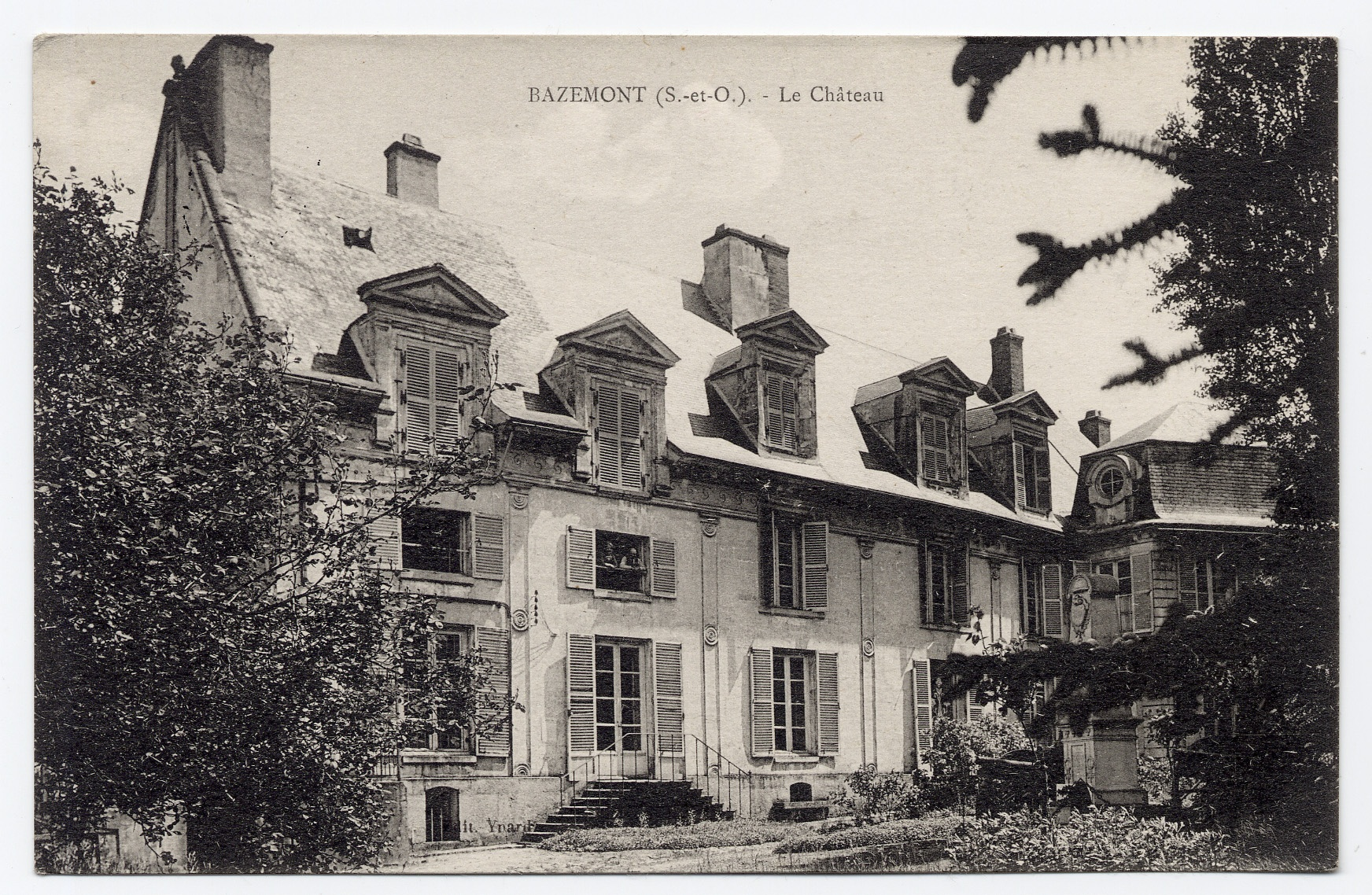
Le château - la mairie.
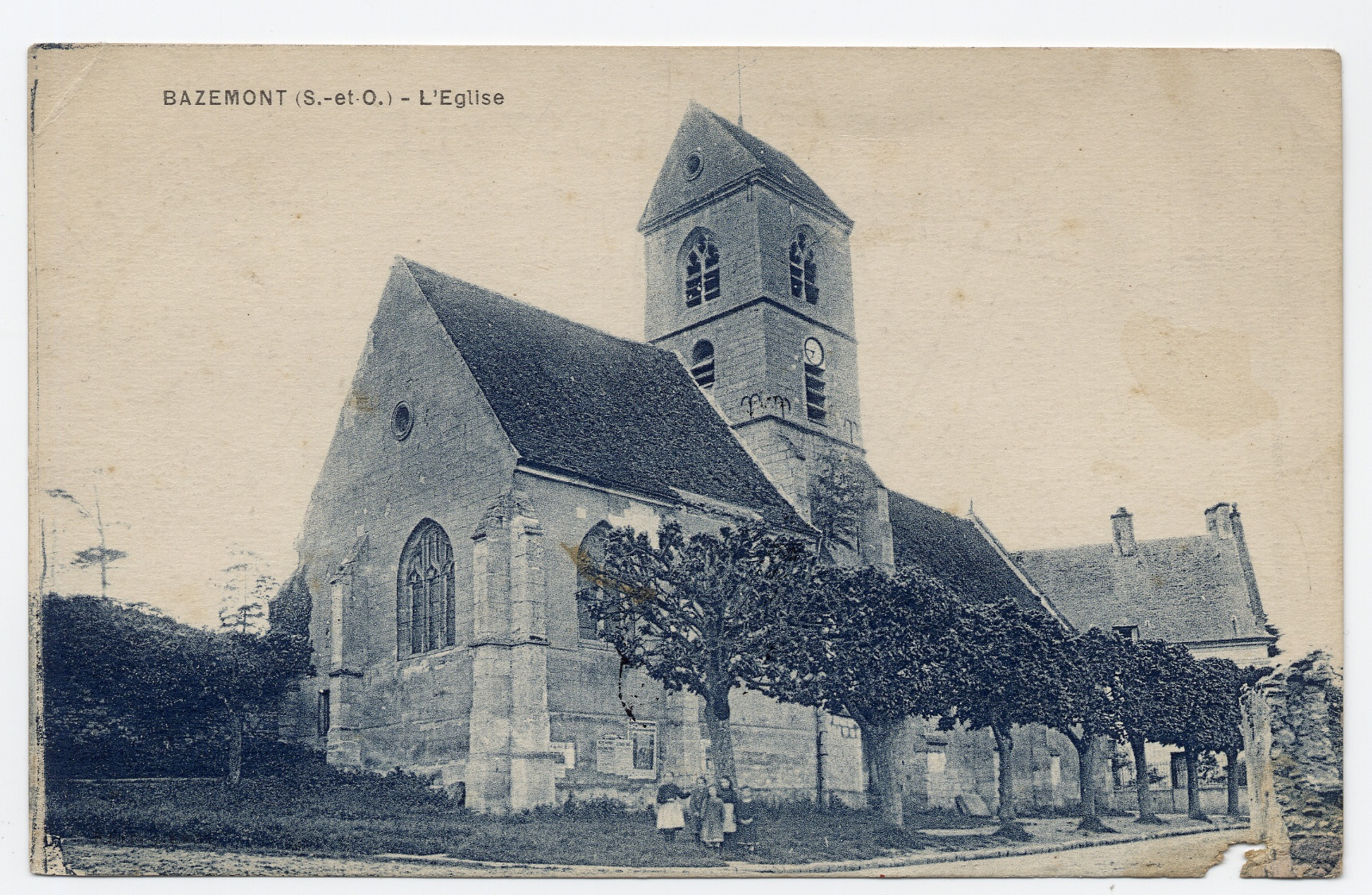
L'église Saint-Illiers.
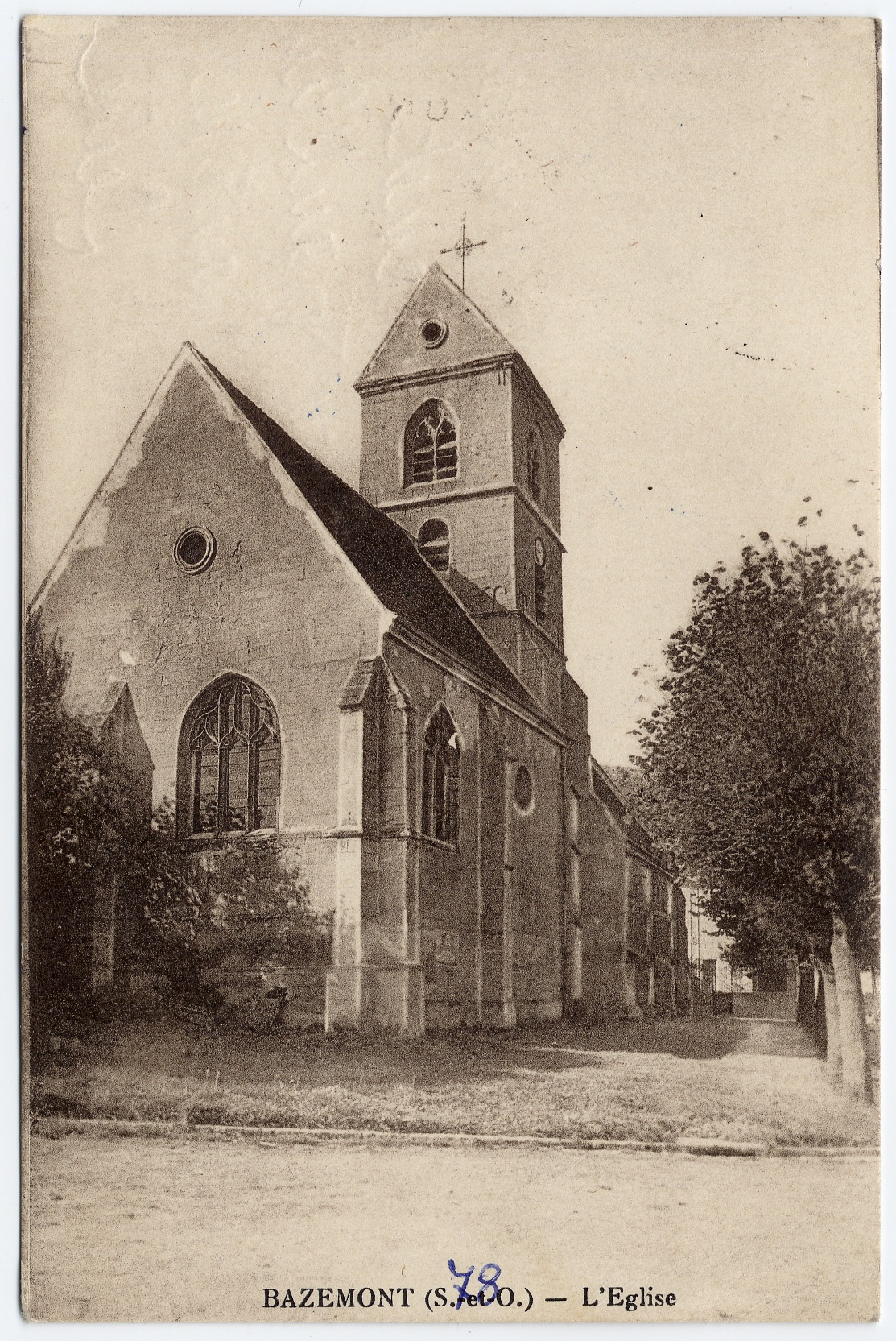
L'église Saint-Illiers.

Plans et dessins
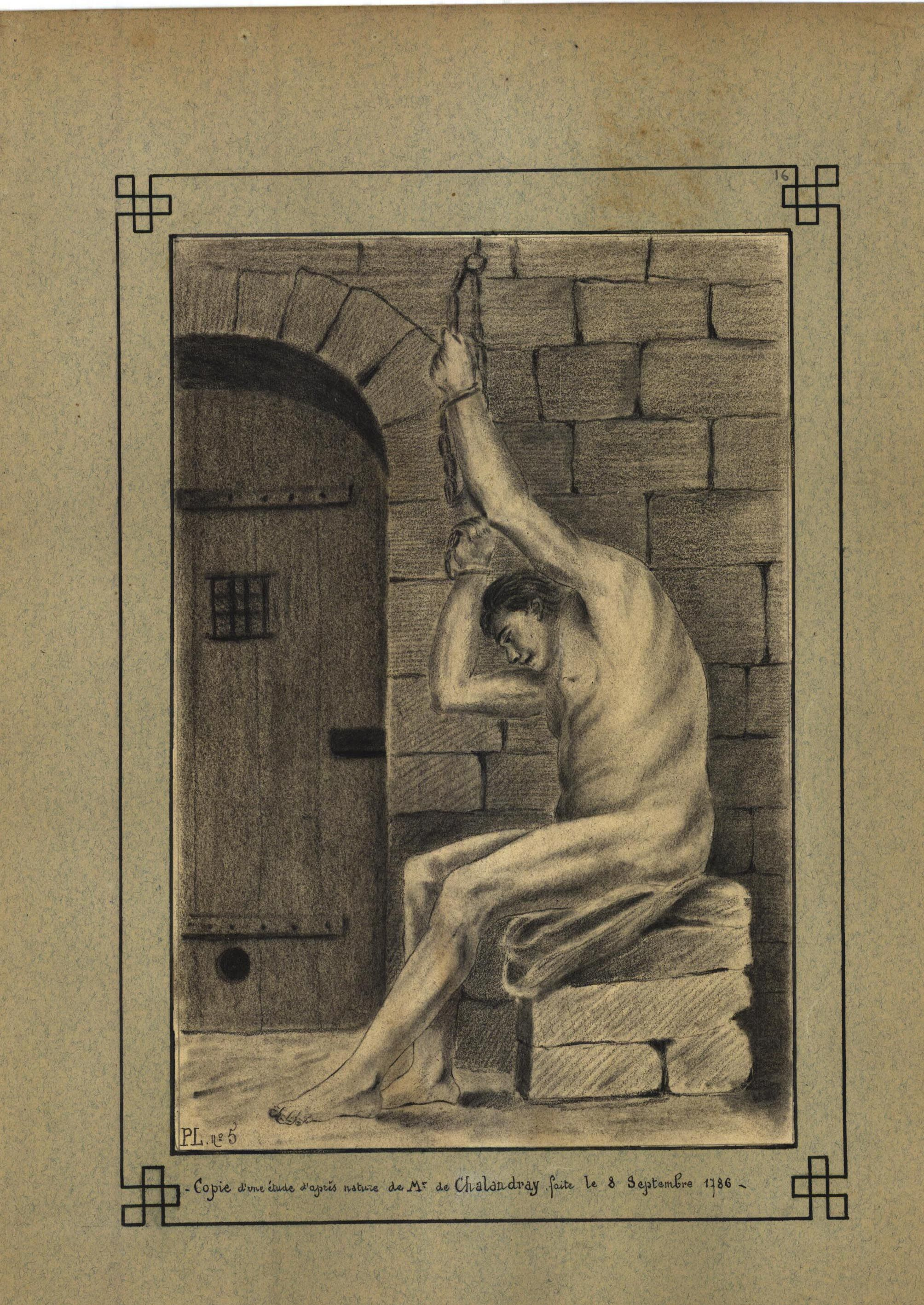
Prisonnier dessiné en 1786 par Louis Pierre Parat de Chalandray et recopié par Anjoran, l'instituteur du village, en 1899.
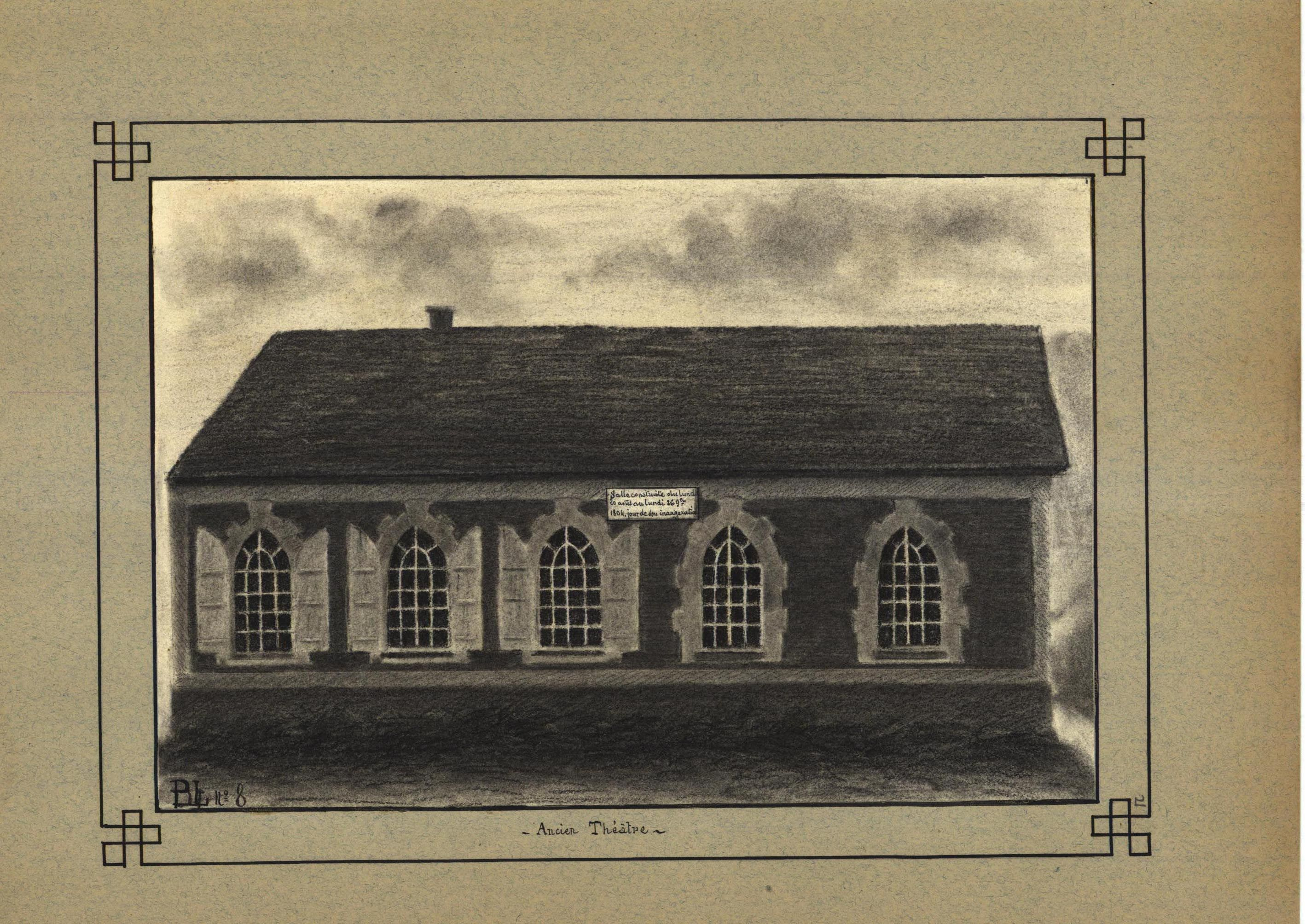
Ancien théâtre du village édifié par Louis Pierre Parat de Chalandray en 1804. La bâtisse nommée « La Comédie » sert aujourd'hui de salle des fêtes.
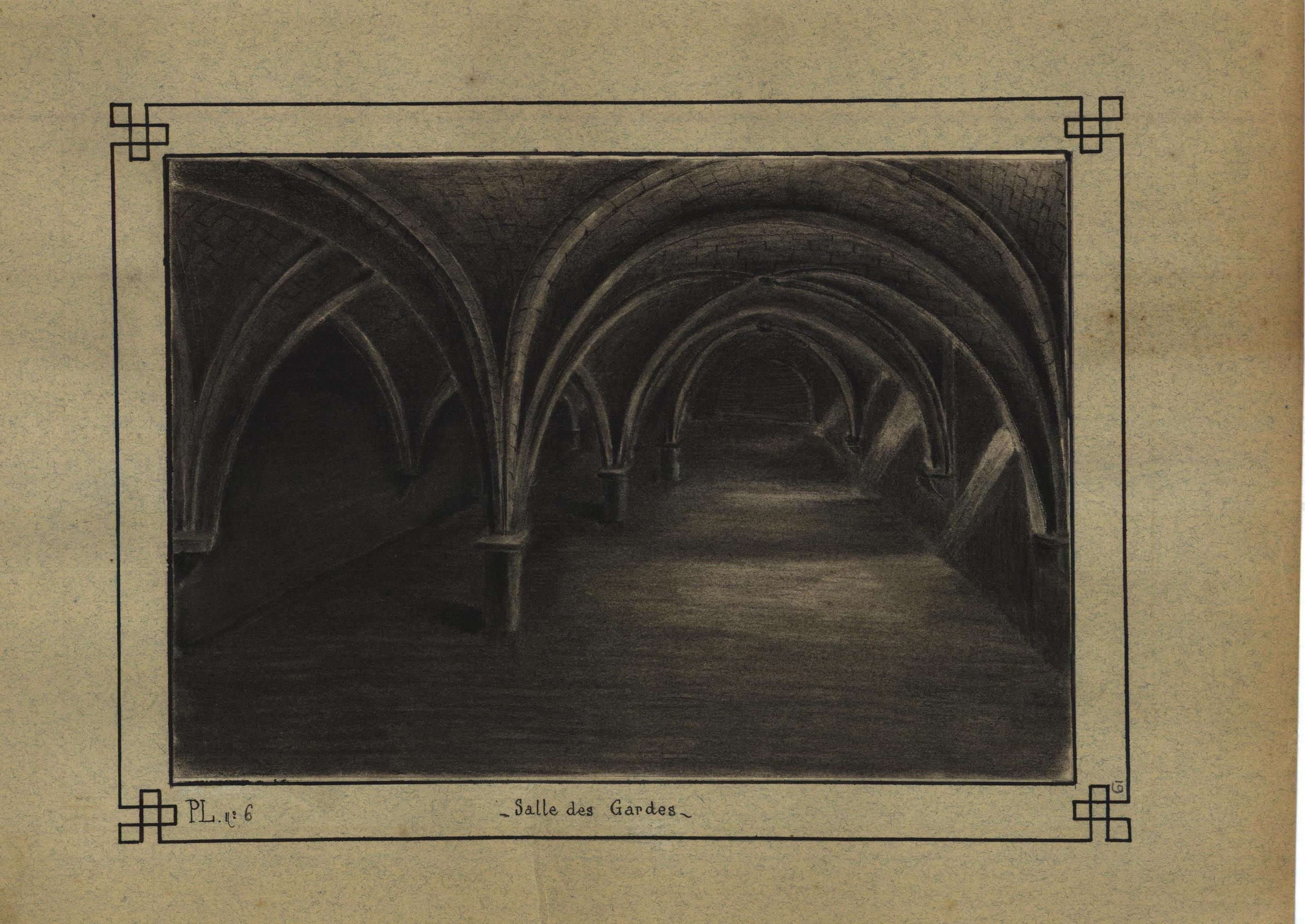
Ancienne salle des gardes du château servant aujourd'hui de salle des fêtes et renommée « Le Gothique ».
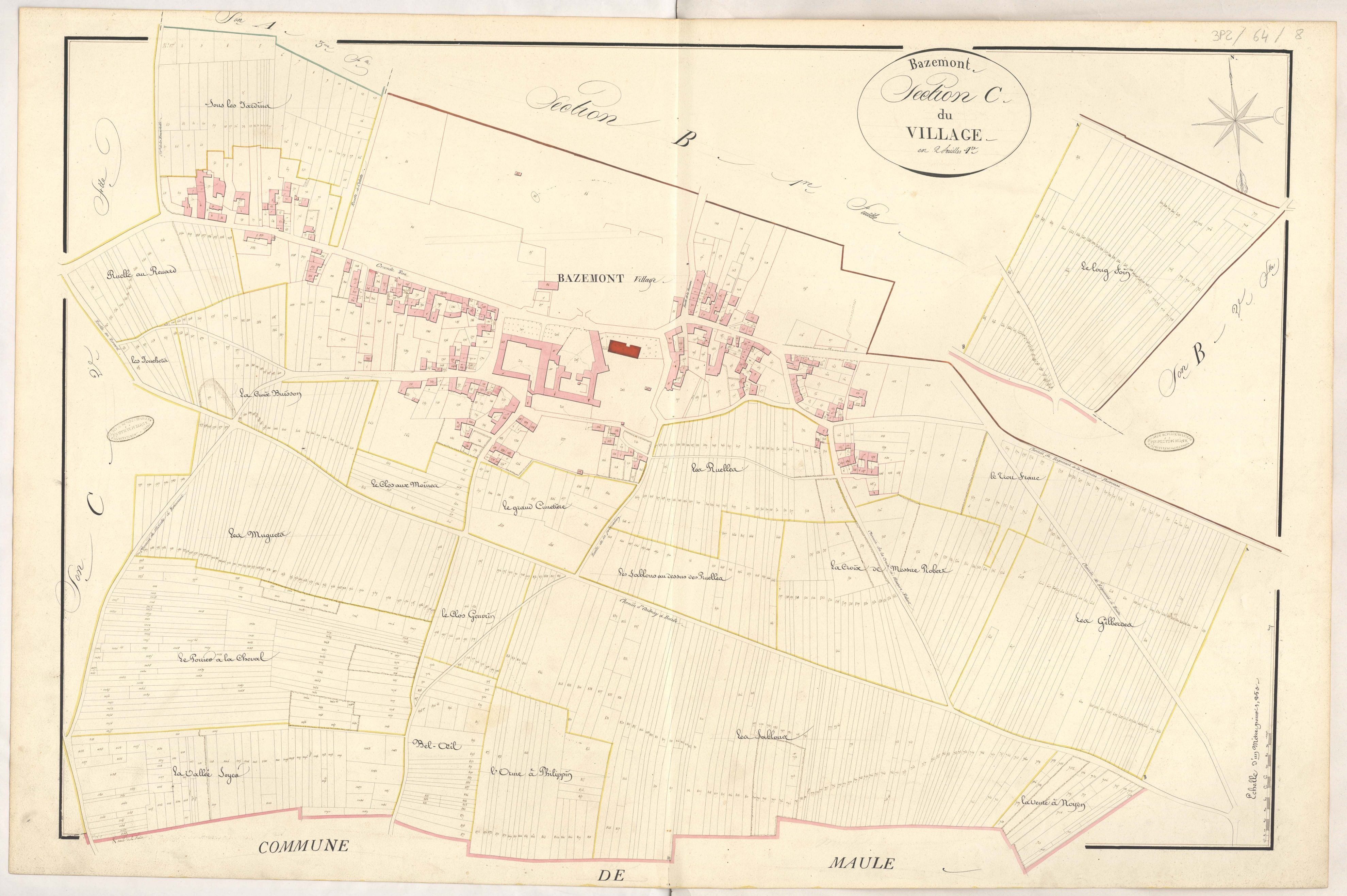
Cadastre napoléonien du centre village (1821).
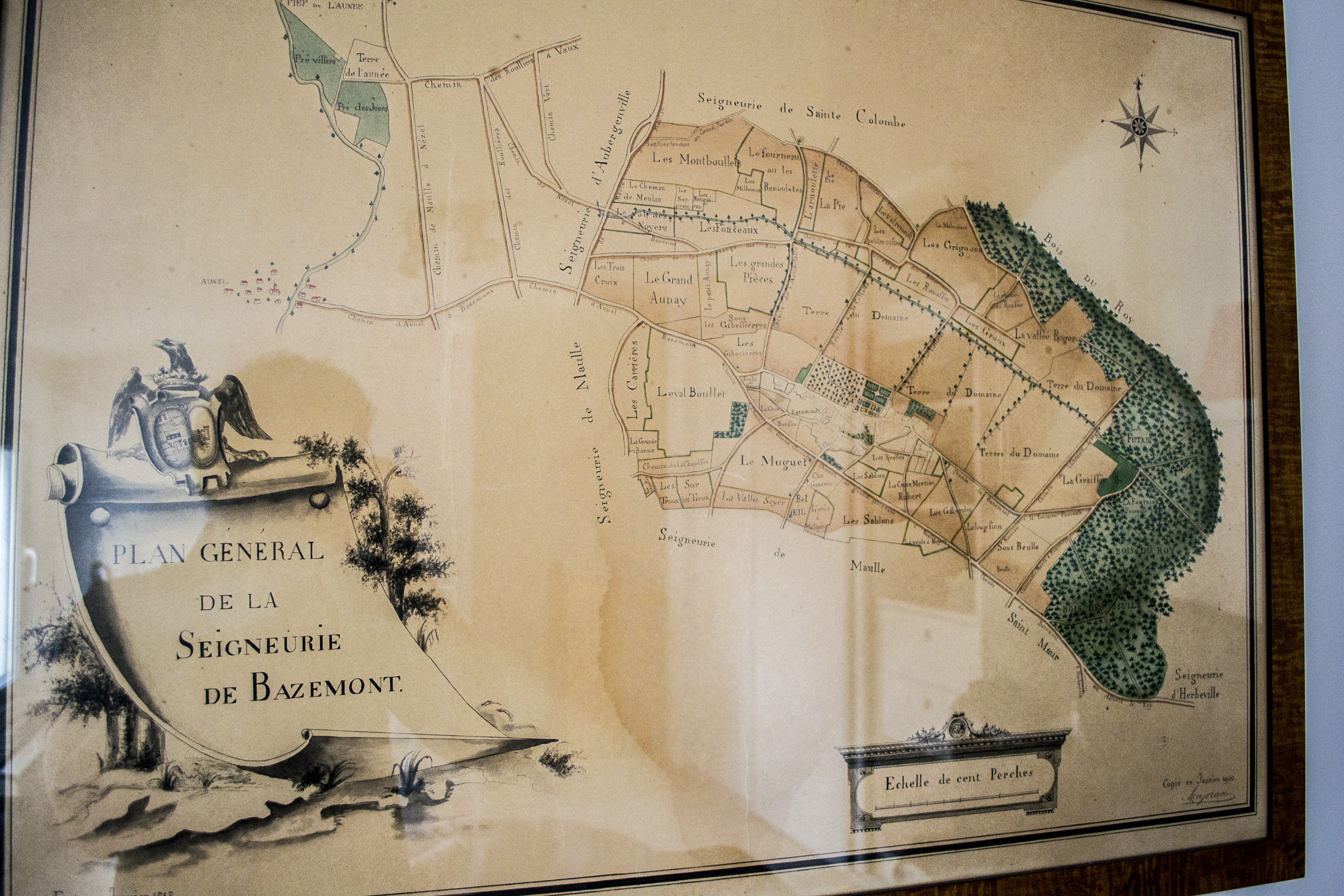
Plan de Bazemont de 1787 dessiné par Louis Pierre Parat de Chalandray et recopié par Anjoran en 1900. Ce plan a été restauré en 2013.
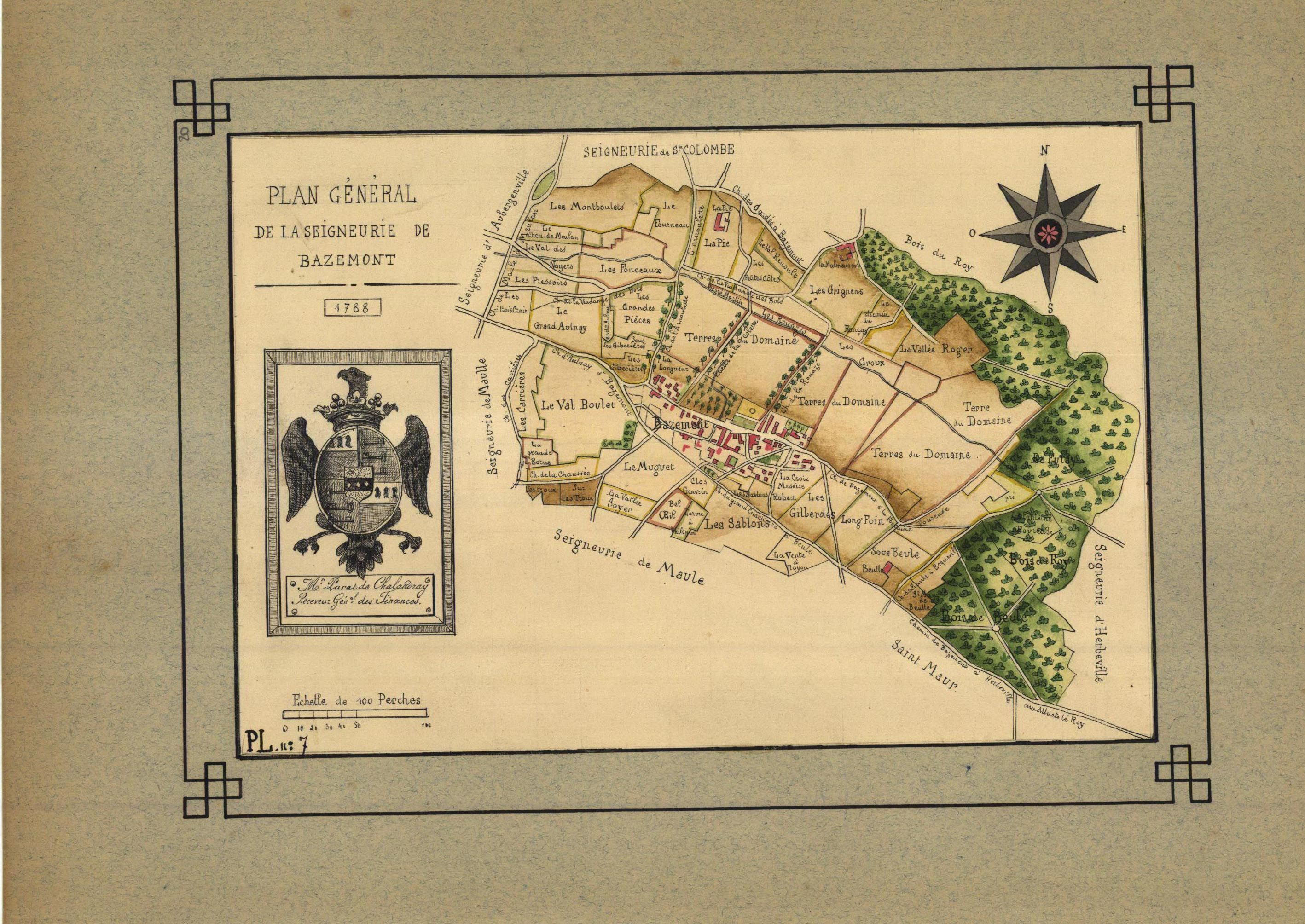
Plan de Bazemont de 1788 dessiné par Louis Pierre Parat de Chalandray et recopié par Anjoran en 1899.
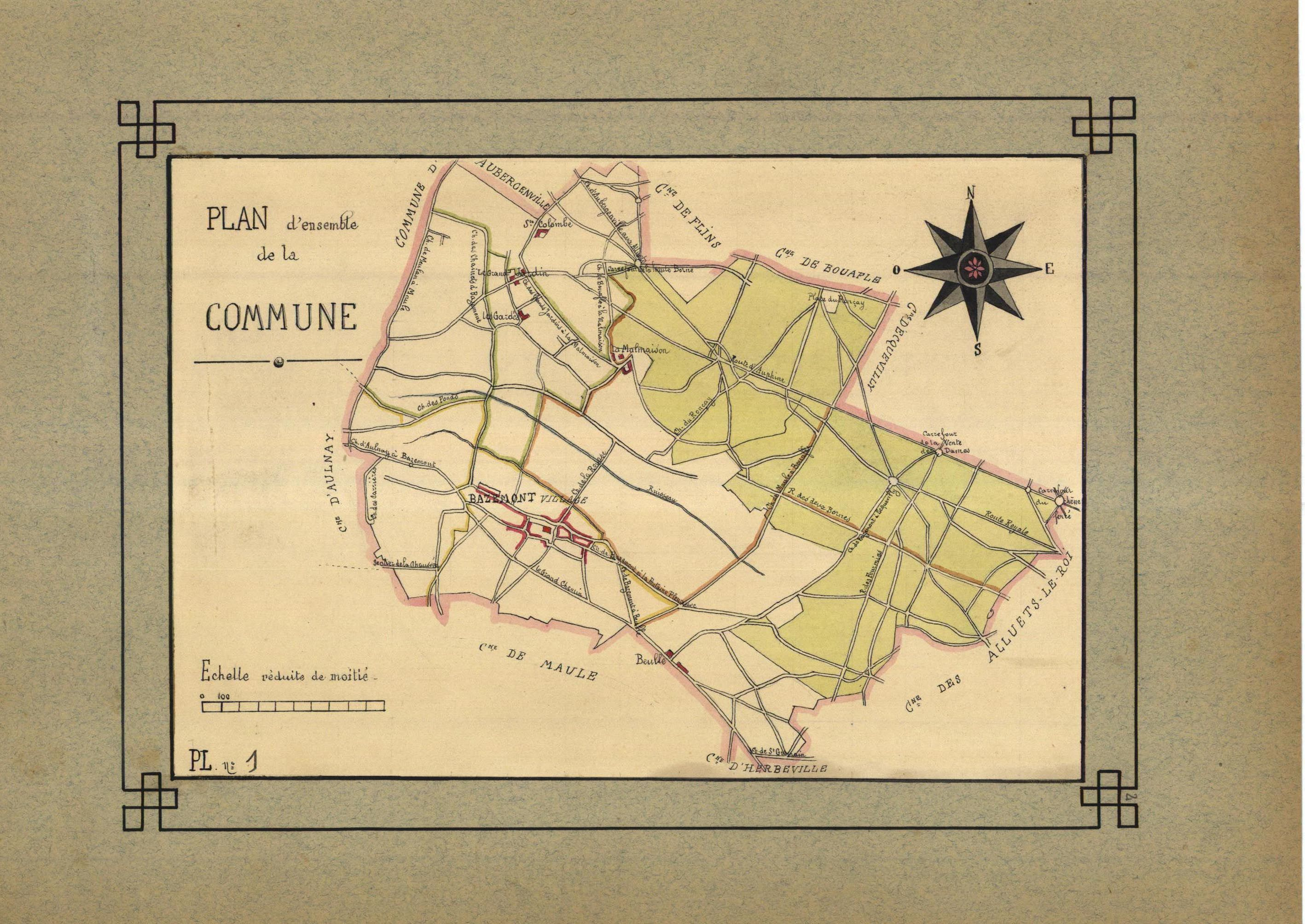
Plan de la commune dessiné par Anjoran.
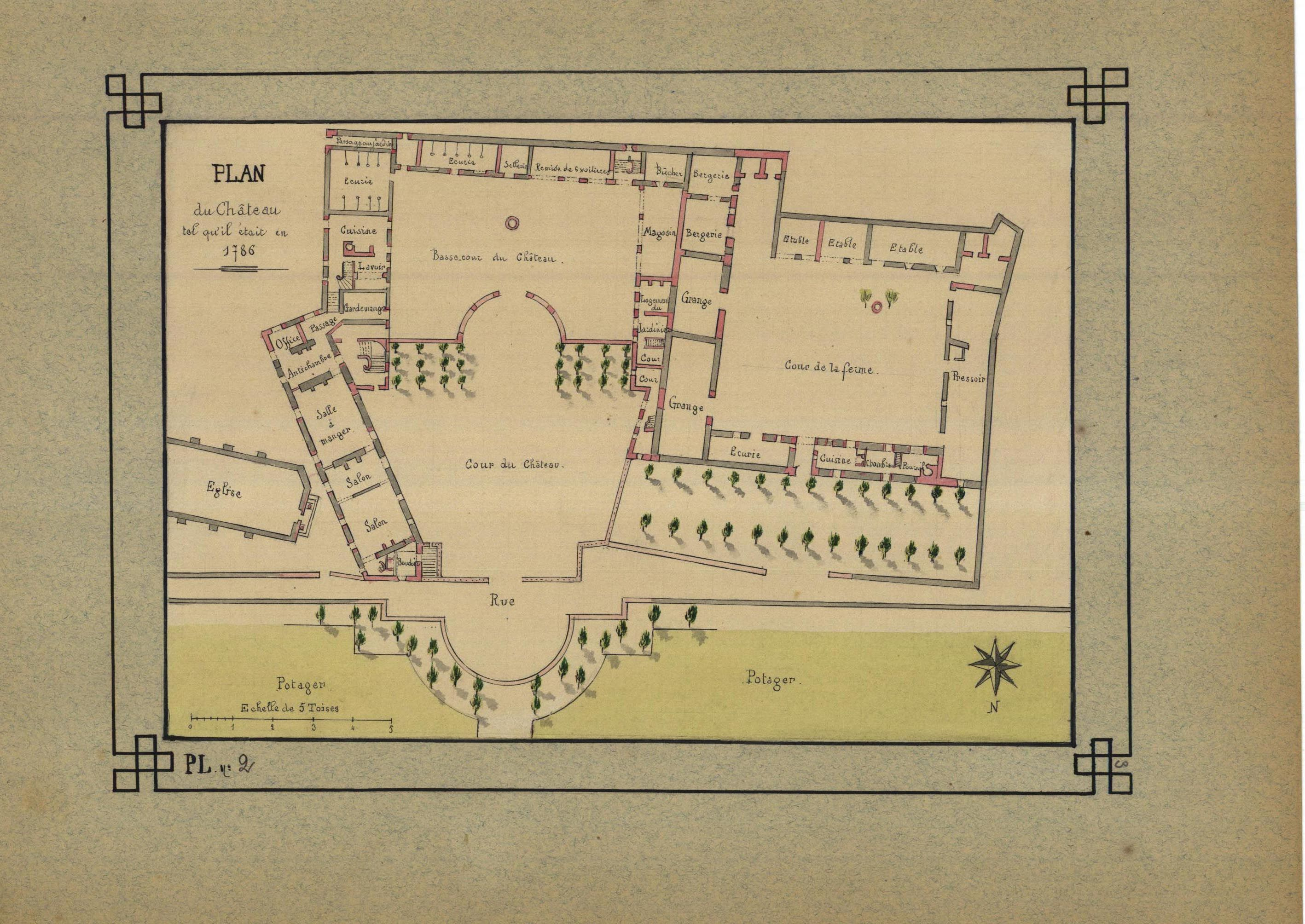
Plan du château de Bazemont de 1786 recopié par Anjoran en 1899.

### Héraldique
| Blason de Bazemont | Blason  | D'azur à deux couleuvres d'or, ondoyant en pal, adossées et entortillées ; au chef de gueules chargé d'une colombe d'or et soutenu d'une divise de vair de deux tires. |
| Blason de Bazemont | Détails | Le statut officiel du blason reste à déterminer. |